# Saint-Jean-du-Bois
Saint-Jean-du-Bois é uma comuna francesa na região administrativa do País do Loire, no departamento de Sarthe. Estende-se por uma área de 14.62 km². Em 2010 a comuna tinha 628 habitantes (densidade: 43 hab./km²).